# Alfonsa de la Inmaculada Concepción
Santa Alfonsa de la Inmaculada Concepción  (lengua malabar: അല്‍ഫോണ്‍സാ മുട്ടത്തുപാടത്ത്); Saint Alphonsa Muttathupadathu; 19 de agosto de 1910 - 28 de julio de 1946) es una santa católica. La segunda persona oriunda de la India en ser canonizada como santo de Iglesia y procedente de la Iglesia católica siro-malabar.
Alphonsamma, como era conocida localmente, tuvo una pobre y dificultosa infancia, y experimentó pérdida familiar a temprana edad y sufrimiento. Ingresó a la congregación franciscana y a través de ésta completó los cursos escolares e hizo sus votos permanentes en 1936. Enseñó en la escuela  y por años estuvo afectada de enfermedades. 
Miles de fieles convergen en el pueblo de Bharananganam, en India, cuando celebran la fiesta de Santa Alfonsina del 19 al 28 de julio cada año; su tumba se está convirtiendo en sitio de peregrinación en esos días por milagros recibidos según reportes de los devotos.